# Dendropsophus coffeus
Dendropsophus coffeus es una especie de anfibios de la familia Hylidae.
Habita en Bolivia y posiblemente en Perú.
Sus hábitats naturales incluyen bosques tropicales o subtropicales secos y a baja altitud y marismas de agua dulce. Está amenazada de extinción por la destrucción de su hábitat natural.